# Warner Center
Warner Center est une edge city située dans le quartier Woodland Hills de Los Angeles, en Californie, aux États-Unis d'Amérique. Envisagée dans les années 1970 dans le but de créer des emplois dans la Vallée de San Fernando et de désengorger Downtown Los Angeles, elle a été achevée au milieu des années 1990. Elle est composée en grande partie d'immeubles de bureaux de petite taille et de plusieurs gratte-ciel. La zone est aussi résidentielle, industrielle et comprend aussi un grand centre commercial, Westfield Promenade.

## Référence
- (en) Cet article est partiellement ou en totalité issu de l’article de Wikipédia en anglais intitulé « Warner Center, Los Angeles » (voir la liste des auteurs).